# Karl Höger (politik)
Karl Höger (3. října 1847 Vídeň – 17. října 1913 Vídeň) byl rakouský politik německé národnosti ze Štýrska, na počátku 20. století poslanec Říšské rady.

## Biografie
Byl redaktorem ve Vídni. Původní profesí byl typografem. Již ve věku 12 let nastoupil jako typografický učeň do tiskárny ve Wiedenu. Angažoval se v dělnickém hnnutí, později v sociálně demokratické straně. Roku 1870 se účastnil první stávky typografů. Od 70. let publikoval v dělnických periodikách (od roku 1877 odpovědným redaktorem listu Vorwärts). V roce 1873 byl zvolen do výboru Knihtiskařského spolku. Roku 1906 převzal po Franzi Schuhmeierovi post redaktora listu Volkstribüne a po smrti Schuhmeiera převzal vedení tohoto listu.
Působil i jako poslanec Říšské rady (celostátního parlamentu Předlitavska), kam usedl ve volbách do Říšské rady roku 1907, konaných poprvé podle všeobecného a rovného volebního práva. Byl zvolen za obvod Štýrsko 04. Po volbách roku 1907 byl uváděn coby člen Klubu německých sociálních demokratů. Ve volbách do Říšské rady roku 1911 už nekandidoval.
Zemřel v říjnu 1913.